# Roger Verschaeve
Pour les articles homonymes, voir Verschaeve.
Roger Verschaeve, né le 23 mai 1951 à Geluwe, est un coureur cycliste professionnel belge.

## Palmarès

### Palmarès amateur
- 1971
  - 2e de Gand-Staden
  - 2e du Tour de la Flandre française
  - 3e du championnat de Belgique du contre-la-montre par équipes amateurs
- 1972
  - Gand-Wervik
  - Circuit de la région frontalière

### Palmarès professionnel
- 1973
  - 3e de Bruxelles-Ingooigem
- 1977
  - 1rea étape de la Semaine catalane (contre-la-montre par équipes)
- 1978
  - Circuit de la région linière
  - 2e du Grand Prix Marcel Kint
- 1979
  - 2e du Samyn
- 1980
  - 2e du Circuit des Trois Provinces (Avelgem)
  - 3e du Grand Prix de Denain

## Résultats sur les grands tours

### Tour de France
2 participations
- 1974 : abandon (11e étape)
- 1979 : hors délais à la 2e étape

### Tour d'Espagne
2 participations
- 1977 : 48e
- 1979 : 66e

### Tour d'Italie
1 participation
- 1977 : 119e